# Kostel svatého Václava (Jindice)
Kostel svatého Václava leží v jižní části vesnice Jindice.
Je chráněn jako kulturní památka České republiky.